# Assassino da I-70
O assassino da I-70 (em inglês the 1-70 killer) é um assassino em série que matou seis (06) pessoas ao longo da rodovia I-70 na primavera de 1992 nos estados do Indiana, Kansas e Missouri, nos Estados Unidos. "Foram 29 dias de caos", escreveu a revista People em julho de 2023, pouco antes da transmissão do episódio da People Magazine Investigates chamado The 1-70 Killer.  
Ele jamais foi reconhecido, mas as buscas por encontrá-lo continuam.  

## Contexto
A I-70 (Interstadual 70) refere-se a uma importante rodovia que liga o meio-oeste dos Estados Unidos de leste a oeste. 

## Crimes
"Era a primavera de 1992 quando os infames assassinatos da I-70 começaram", escreveu a People. 
Robin Fuldauer, morta com um tiro na nuca na loja Payless ShoeSource em Indianápolis, Indiana, foi a primeira vítima conhecida do assassino da I-70 em 8 de abril de 1992. Três dias depois, usando a mesma arma, o criminoso entrou na loja de noivas La Bride d'Elegance em Wichita, Kansas, onde matou Patricia Smith e Patricia Magers. Em 27 de abril sua fúria assassina vitimou Michael McCown na Ceramic Supply de Sylvia, em Terre Haute, também no Indiana. Suas duas vítimas fatais foram no estado do Missouri: Nancy Kitzmiller foi encontrada morta na sapataria Boot Village em St. Charles em 03 de maio e Sarah Blessing, que trabalhava na loja holística Store of Many Colors em Raytown, foi morta em 07 de maio. 
Além disso, as autoridades acreditam que o criminoso fez outras duas outras vítimas no Texas em 1993 (incluindo Vick Webb - ver vídeo do Episódio 5 em ligações externas, abaixo) e uma no Kansas em 2001. Brad Rumsey, da polícia de Terre Haute, disse que as mortes "eram muito similares" às outras (ver vídeo do Episódio 5 em ligações externas, abaixo). 

### Perfil das vítimas e vítimas
Segundo os policiais, as vítimas tinham "semelhanças impressionantes demais para serem ignoradas": todas eram balconistas brancas que tinham entre 20 e 40 anos e cabelos castanhos longos. As autoridades também acreditam que a única vítima do sexo masculino, Michael McCown, possa ter sido confundida com uma mulher. 
- Robin Fuldauer, 26: vítima do estado de Indiana; primeira vítima conhecida
- Patricia Smith, 23: vítima do estado do Kansas
- Patricia Magers, 32: vítima do estado do Kansas; foi morta junto com Patrícia Smith
- Michael McCown, 40: vítima do estado de Indiana; única vítima do sexo masculino
- Nancy Kitzmiller, 24: vítima do estado de Missouri
- Sarah Blessing, 37: vítima do estado do Missouri; última vítima oficialmente reconhecida

### Modus operandi
O assassino entrava em prédios onde funcionavam pequenos negócios, às margens da rodovia I-70, e matava as pessoas no estilo "execução", com um tiro na nuca, usando a mesma arma, uma pistola Erma Werke Modelo ET22.  

## Investigações
A polícia chegou à conclusão que as mortes haviam sido cometidas pela mesma pessoa devido ao modus operandi e ao perfil das vítimas. 
Um esboço do possível rosto do assassino chegou a ser feito, mas o assassino nunca foi reconhecido ou encontrado e o caso foi arquivado após alguns anos. Em 2022, a detetive Kelly Rhodes, do Departamento de Polícia de St. Charles, no Missouri, disse à People: "Até hoje, não conseguimos entender por que alguém atiraria desse jeito e simplesmente mataria pessoas sem motivo aparente. Eu só posso descrevê-lo como mau". 
Ela também enfatizou que esse era um "caso do qual a cidade de St. Charles nunca desistiu" e que em novembro de 2021 uma força-tarefa com investigadores do Kansas, Indiana e Missouri havia sido criada para revisar as evidências e desenvolver um plano para tentar encontrar o criminoso. 

## Na cultura popular
No final de 2021 a KMOV St. Louis, do Missouri, afiliada da CBS, exibiu 5 episódios sobre os crimes em seu canal no You Tube (ver abaixo em ligações externas).
Os crimes foram abordados pela People Magazine Investigates num episódio chamado The 1-70 Killer, exibido em 17 de julho de 2023. 